# Bernhard Courländer
Bernhard Courländer, född 2 januari 1815 i Köpenhamn, död 15 april 1898 i Baltimore, var en dansk pianist.
Courländer var ursprungligen lärjunge till Conrad Lüders i Köpenhamn och framträdde redan vid 17 års ålder som konsertmusiker på Det Kongelige Teater. Efter att ha vidareutbildat sig i utlandet (främst hos Aloys Schmitt) verkade han som konsertmusiker i Danmark under 1830- och 1840-talet, gjorde konsertresor med Christian Kellermann och med François Prume, framträdde 1839 i Musikforeningen i Köpenhamn, anställdes som lärare vid hovet och utnämndes 1842 till kunglig kammarmusiker. År 1846 reste han till Västindien och därifrån senare til Syd- och Nordamerika. Han bosatte sig i Baltimore, där han till sin död verkade som professor vid Peabody Institute. Han utgav mindre solostycken för piano (däribland Cinq morceaux, opus 5).